# 伊藤昭紀
伊藤 昭紀（いとう あきのり、1972年5月12日 - ）は、宮城県仙台市出身の全日本プロドリフト選手権（D1グランプリ) に参戦していたレーサー、ドリフト走行 の選手。現在はアライメントなどを得意とするショップ「SECRET BASE MOTOR WORKS」代表。
愛称は「Break伊藤 (ブレイク伊藤）」、愛称の由来は、表舞台に出ることのきっかけになった CARBOYドリフトコンテスト、ビデオオプション いかす走り屋チーム天国、ドリフト天国、OPTION2、 など数々の雑誌やメディアの際に、佐久間達也 らと共に結成していた自身所属のチーム名「Break (ブレイク)」が由来。

## プロフィール
- 身長： 164cm
- 体重： 62kg
- 血液型 ： O型 Rh+
- ニックネーム：ブレイク伊藤、あっきーさん、伊藤さん

## 略歴
1990年頃、日産・シルビア S13型の 自然吸気 型を購入。普段の足として使用していたが、友人たちに誘われドライブがてら見学した峠道での ドリフト走行 にインパクトを受ける。そして間もなく、ターボチャージャー 搭載の 日産・180SX を購入する。この車との出会いが後の彼の人生を大きく変えることとなる。
1993年、福島県 二本松市 エビスサーキット にて開催されたOption (雑誌) 主催のドリフトコンテストに自分のレベルが知りたくて出場、参加者170人近くいる中、優勝。
その後、優勝したことのプレッシャーから、車作りも含め苦労の時を過ごす。思い悩んでいた末、日産・180SX を手放し、初代A31型日産・セフィーロ に乗り換えていた。しかし、そんなときにエビス東コースをとにかくカッコよく、いつもドリフトを楽しむ 古口美範 氏のスタイルに惚れ込み、その後、わずか1週間でセフィーロを売却し、赤の 日産・180SX を購入する。この時からサンルーフ付のこだわりが芽生え始める。
1995年、ビデオオプション いかす走り屋チーム天国 （いか天）第38回東北大会に、佐久間達也 らとともに 宮城県 代表 Team Break（チームブレイク）として参戦。優勝の 古口美範 に次ぎ、準優勝の成績を収める。この回の東北大会は、あまりにもレベルが高く、異例の他2名（ 佐久間達也、熊久保信重）が同得点の準優勝であった。その後、スポーツランドSUGO 国際カートコースで開催された（この日がドリフト走行に使用開放されたのは、この日が初）第4回いか天全国大会 東日本予選大会では上位入賞を果たし、念願の全国大会の出場権を手にする。
ビデオオプション いかす走り屋チーム天国　鈴鹿で開催の第4回全国大会では、Best８に残るも、 山田英二 、熊久保信重 、古口美範、現在ではレジェンドと呼ばれるドライバーの数々がいる中、惜しくもその日4位になった古口に敗れる。決勝では同チームの 佐久間達也 が熊久保と戦い、準優勝。トーナメント表のほとんどが東北勢で、当時の東北地区のレベルの高さを物語っている。
1997年同 ビデオオプション が、いかす走り屋チーム天国 の企画として、長野県  ラリーキッズ伊那 にて第3回チーム日本一決定戦を開催。全国から全17チームが頂点を争う頂上決戦に、宮城代表「Team Break」として参加。強豪他チームの中には、熊久保信重 、古口美範 、平岡英郎 ら「K-STYLE with Rapid」、今村陽一 らが「滑走須走」、レポーターとしても大活躍の野村謙率いる「F・N・R」、初代の 日産・セフィーロ で一世風靡した「恐怖！！かさぴ～軍団」、出水田裕樹 、井草光輝 らが「Response Family Sessions」、角井伊作ら「KAKUIGAKUEN!!」、当日助っ人として福田浩司、今村隆弘らを招集し参加の「連合秋田」など。奇しくも社員旅行から帰ってこれなくなって急遽欠場となったチームメイトの 佐久間達也が居ない状況でも、全車を真っ赤に揃えた4台は目立っていた。 数台が連なりトレイン状態で ドリフト走行  する華麗さ、アグレッシブさを争うチーム戦は、綺麗に作りこまれた真っ赤な4代の華麗な走りは、審査員の 土屋圭市 、織戸学 、実況の 鈴木学 (レーシングドライバー)らも魅了し、初戦は「連合秋田」と戦い勝利、ベスト４進出。すっかり日も落ちて暗い中での開催となった準決勝となるトーナメントは、「K-STYLE with Rapid」対「F・N・R」、「挙動不審」対「Break」。惜しくもチームメイトがコース離脱により、決勝に駒を進めることが出来ず、3位決定戦で「K-STYLE with Rapid」に敗北を喫し、団体全国4位となった。
同時期に、CARBOYドリフトコンテストグランプリ、仙台ハイランド ドリフトグランプリ、エビスサーキット 古口杯など数々のイベントに参加、優勝、準優勝、入賞多数を収める。
1998年 ドリフト天国 杯、ツインドリフトクラスにて優勝、BM（バトルマガジン）杯東北大会にて準優勝、いかす走り屋チーム天国  スーパースター大作戦にてBest 8など、好成績が続く。時を同じくして、見られてもカッコイイ作りこみを意識した日産・180SX は、「低い、綺麗、速い」と言われた「東北仕様180SX」の礎となってきた。「自分の理想の形」を表現する中で、いつしか赤いボディにサンルーフ、低い車高にゴールドのホイルなどが「伊藤スタイル」「東北仕様180SX」としてメディアを賑わし始める。
2000年、7月30日に 北海道 十勝スピードウェイ にて開催された十勝180SXミーティングに参加する際に、ちょうど完成したばかりの平成9年式ベースの 日産・180SX に GTRサイズと言われるTE37のブロンズカラーのアルミホイル、それに合わせたフェンダー加工などを施し、まさに「低い、綺麗、速い」の集大成の形を披露する。その様子は同年10月の ドリフト天国 で取材内容とともに表紙を飾ることとなる。この時の仕様が、まさに「Break伊藤」の代名詞と言わんばかりに世間を賑わせ、この当時の仕様を参考にしたレプリカ、ファンが日本だけに留まらず、今や世界各国で多くのファンを持つ。 「カッコイイ180SXの基本は？」の問いに、「リアホイルとフェンダーが指１本、半目のヘッドライトは指3本」と話したOPTION2 ビデオは、動画サイトに出るとすぐに英語字幕などが付けられ世界各国で再生回数を重ね、先述の「ヘッドライト指三本」の旨も、「Three fingers rule, Sleepy eye headlight」と訳され海外ファンも非常に多い。ソーシャルネットワークサイトでは、海外ファンによるファンページも作成され好評となっている。　
2001年、6月17日に 福島県 SSパークサーキット にて開催された、ap杯21世紀スーパードリフトGP東北地区大会第１戦、エキスパートクラスにおいて、セカンドカーとして所有していた日産・シルビア S13型で優勝。同年、SSパークNo.1決定戦にも出場し、準優勝を飾る。D1 GRAND PRIX にもこの頃から参戦を開始する。2012年 までの間に、スポット参戦する中、2004年 2月１日に 茨城県 筑波サーキット にて開催された D1 GRAND PRIX スピンオフイベント、D1団体ドリフトにおいて、川畑真人 率いるチーム川畑の一員として、決勝進出し見事、優勝。
2012年からは、ドリフトマッスル リーグにスポット参戦。
2018年からは、毎年 BMW が、スポーツランドSUGO にて開催する、 BMW M EXPERIENCEというサーキットでの同乗体験走行のドライバーとして活動し、現在に至る。

## ソーシャルメディア
- SECRET BASE MOTOR WORKS
- Break Ito 180SX Archive